# 観光施設事業
観光施設事業(かんこうしせつじぎょう）とは、観光施設を運営する事業。

## 概要
観光施設財団抵当法（昭和四十三年六月三日法律第九十一号）では第二条 に「観光施設」の定義があり、これによると観光施設とは、「観光旅行者の利用に供される施設のうち遊園地、動物園、スキー場その他の遊戯、観賞又は運動のための施設であって政令で定めるもの（その施設が観光旅行者の利用に供される宿泊施設に附帯して設けられている場合にあっては、当該施設及び宿泊施設）をいう」とし、第三条で財団の設定についてで、「観光施設を観光旅行者の利用に供する事業」を営む者（以下「事業者」）の記述がある。
総務省発行の地方公営企業年鑑では、地方財政法施行令第46条第11号に規定する観光を目的とする施設の設置運営事業をいうとし、これには国民宿舎等の休養宿泊施設事業、索道事業及び温泉施設等のその他観光施設事業があるとしている。